# 7 дней, 7 ночей (фильм, 2024)
«7 дней, 7 ночей» — российский фильм 2024 года режиссёра Айка Кбеяна.

## Сюжет
Молодая семья Гуреевых оказывается на грани развода. Супруги Сергей и Ольга отдалились друг от друга, а дети Антон и Настя переживают за родителей. 
Спасая семью 8-летняя Настя, на подаренные ей деньги, по совету и с помощью соседа-армянина Вачика, покупает для всей семьи путёвку в Армению.
В аэропорту их встретит брат-близнец Вачика  историк-этнограф Оганес, уже долгие годы он работает над регистрацией ЮНЕСКО старинного обряда армянской свадьбы как нематериального культурное наследия страны. Наконец-то приехала делегация ЮНЕСКО, и собраны актёры местного театра для инсценировки обряда свадьбы, который по местным традициям длится 7 дней и 7 ночей, но в этот момент Ованес попадает в больницу.
Теперь вся надежда на спасение культуры Армении для регистрации представителями ЮНЕСКО в руках семьи Гурьевых, и теперь им уже не до выяснения семейных отношений. Вместо отдыха они решают вопросы организации инсценировки свадьбы, связанные с неразберихой между делегацией ЮНЕСКО и актёрами, и преодолевают козни начальницы Сергея, которая решила увести его у жены, а благодаря советам Ованеса, Насте удаётся снова сблизить родителей, а Сергей осознаёт всю ценность семьи.

## В ролях
- Сергей Марин — Сергей Гуреев, фотограф
- Зоя Бербер — Ольга Гуреева, жена Сергея, переводчица
- Егор Николаенко — Антон, сын Ольги и Сергея
- София Петрова — Настя, дочка Ольги и Сергея
- Арман Навасардян — Вачик / Оганес
- Алина Баркалова — Микаэлла, начальница Сергея
- Юля Шарова — Лизбет
- Армен Маргарян — Гарик
- Левон Арутюнян — Камо
- Александр Бердников — Маркус

## Показ
Премьера фильма состоялась 16 мая 2024 года, тогда же фильм вышел в прокат. В кинопрокате России фильм продержался 5 недель, в первые две входя в ТОП-10 кинопроката на 4-й и 7-й строчках, всего фильм посмотрели 76 205 зрителей, кассовые сборы составили 22 361 560 рублей ($ 245 731).

## Критика
не претендует на то, чтобы стать комедией года, но смешные шутки и ситуации в картине есть. В целом, несмотря на простоту и незамысловатость, получилась трогательной и милой — такой, что после просмотра хочется обнять своих близких. А что еще нужно для легкого фильма, который приближает лето и способен собрать у экрана всю семью?— Советская Чувашия